# Petroglifos galaico-portugueses

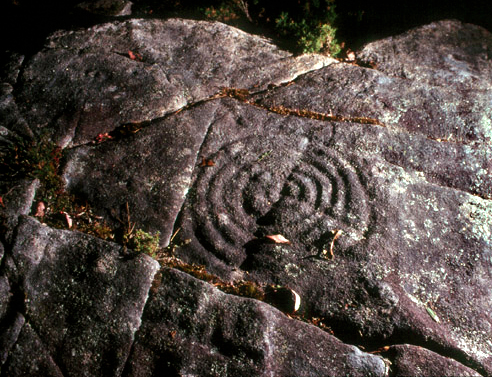
Petroglifo de Mogor.

Los petroglifos galaico-portugueses son una particular manifestación dentro del conjunto del arte prehistórico en la península ibérica, encuadrados dentro del denominado Arte postpaleolítico peninsular, denominación genérica que engloba el Arte Levantino, el Esquemático y el Macroesquemático junto a los propios petroglifos. Algunos autores, no obstante, incluyen a estos últimos dentro del grupo Esquemático.

## Características generales

### Soporte
Los petroglifos galaico-portugueses están realizados sobre piedra, en afloramientos rocosos al aire libre. La mayoría de estos afloramientos son de tipo granítico. Debido a la gran dificultad para obtener composiciones verticales (por la morfología del soporte), generalmente éstas son horizontales.
Las composiciones están realizadas en soportes horizontales para facilitar la visualización de los grabados en el alba y el ocaso, siendo estos momentos del día algunas de las hipótesis que puede representar la simbología.

### Técnica
La propia morfología del soporte condiciona la técnica, siendo éste el grabado mediante piqueteado, llegando en algunas ocasiones al bajorrelieve.

### Temática

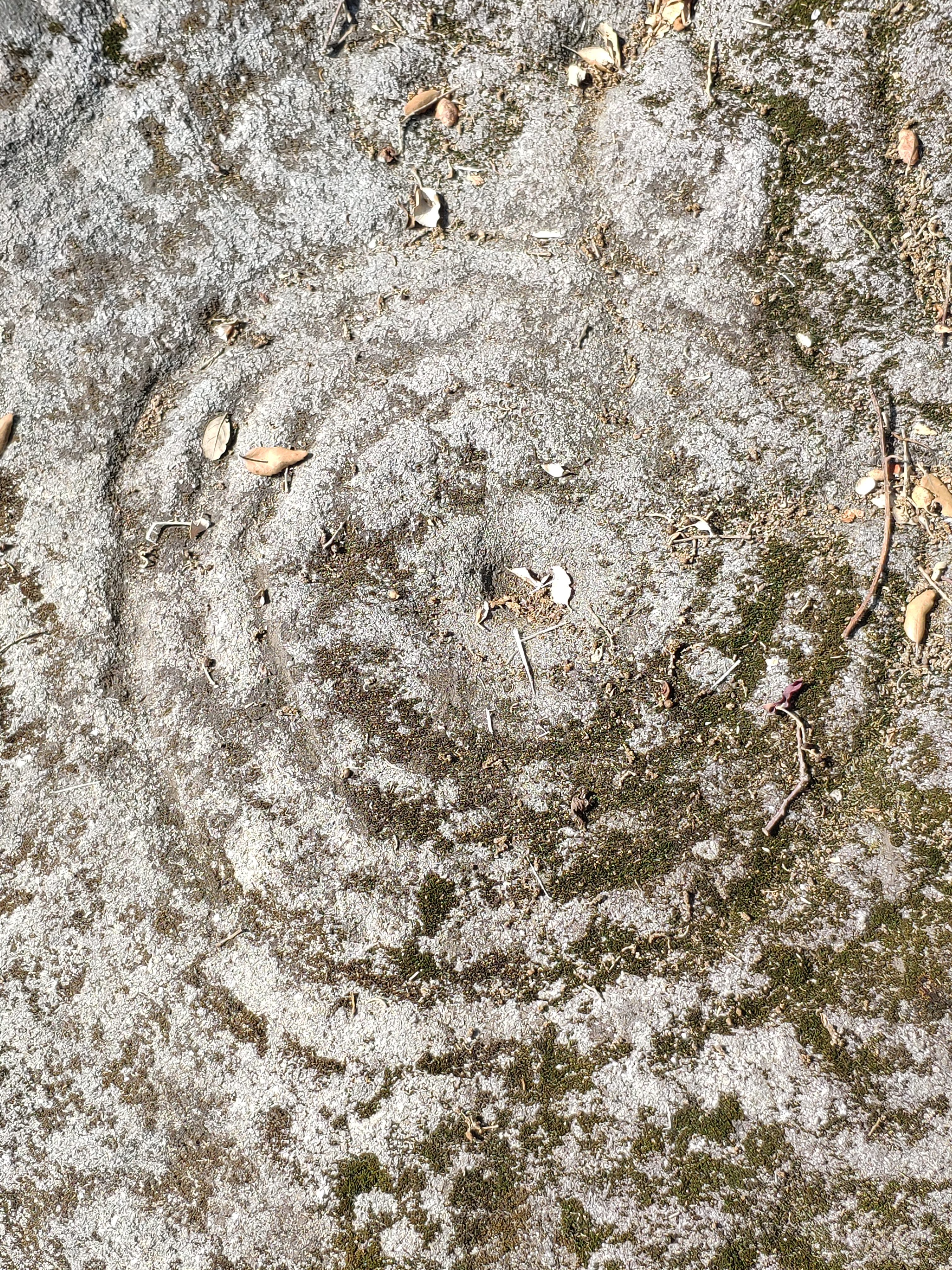
Petroglifo en Valença do Minho, Portugal

El repertorio temático no es muy variado, y usualmente no tiene nada que ver con lo figurativo. En general se distinguen dos grupos de temas: los motivos meramente geométricos y los naturalistas, entendiendo como esto último no como una fiel representación, sino como la representación de figuras que al menos pueden identificarse como cuadrúpedos o figuras humanas.
A. de la Peña Santos y J.M. Vázquez Varela establecieron en 1979 una aproximación tipológica de estos grabados, que sistematizaron en los siguientes grupos: cazoleta, círculos, espirales, laberintos, zoomorfos, antropomorfos, idoliformes, armas, cuadrangulares y otros.

## Ámbito geográfico
La facies de los petroglifos abarca la actual zona de Galicia y el norte de Portugal, con extensiones hacia el sur más ocasionales, como en el Valle del Tajo en su curso portugués. El número de estaciones conocidas es aproximadamente de unas 450, 320 en España y 120 en Portugal.
Recientemente han sido encontradas numerosas manifestaciones de este mismo tipo de petroglifos en la provincia de León que habían pasado desapercibidas hasta la fecha.

## Cronología

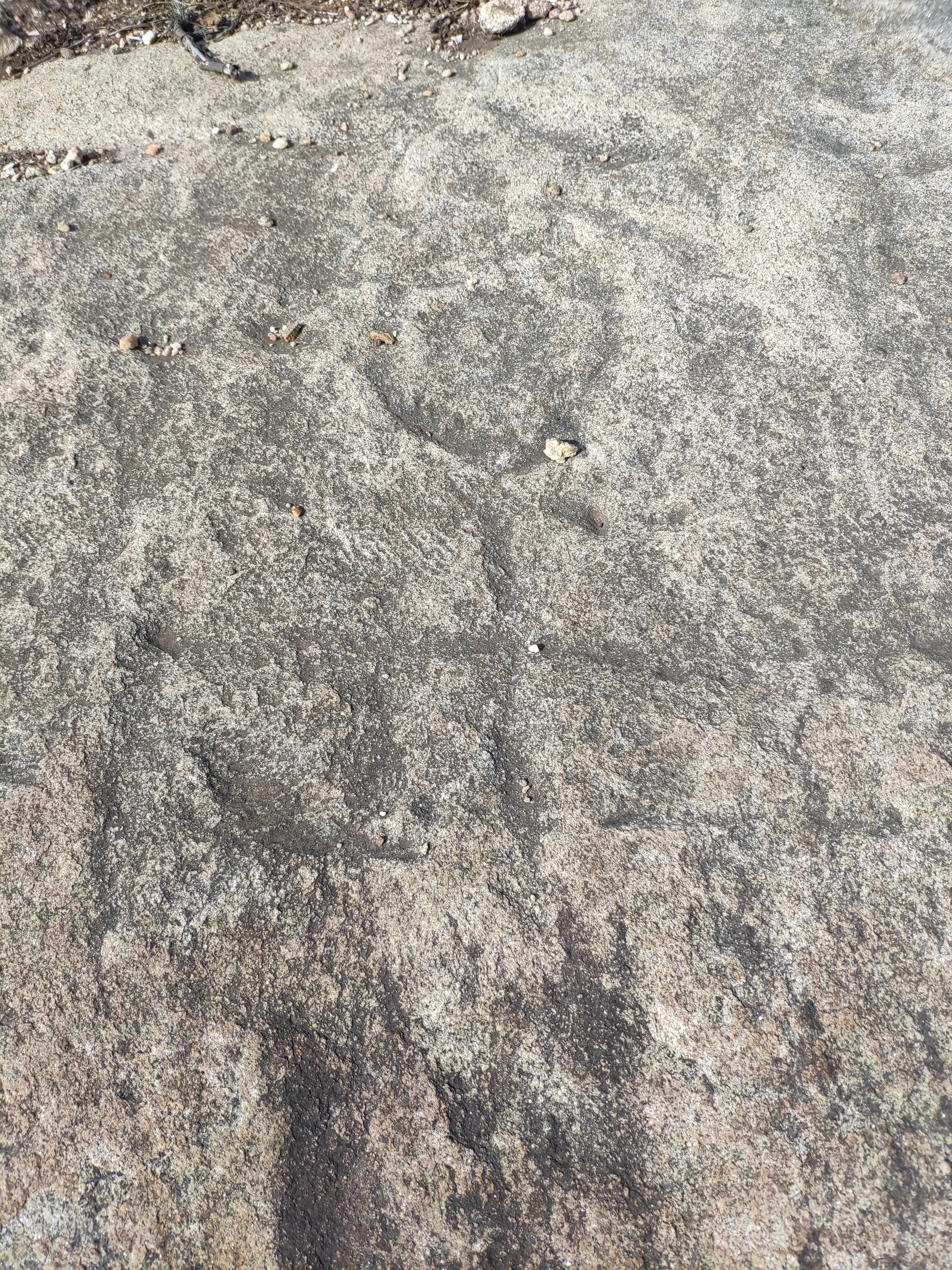
Petroglifo en Valença, Portugal

La cronología de estas manifestaciones es también su aspecto más polémico, debido principalmente a la ausencia de contextos arqueológicos claros más allá de las meras similitudes en la forma de las diversas representaciones, como pueden ser las de armas o motivos geométricos; por ello se tiende a periodizar el fenómeno de los petroglifos basándose en estos últimos, por lo que suele situarse su inicio a finales del Calcolítico, su desarrollo pleno durante el Bronce y perduraciones tardías hasta la Edad del Hierro, en plenas fases protohistóricas o históricas.

## Interpretación
Los aspectos interpretativos, como suele pasar con el conjunto del arte prehistórico, son muy complejos. Sin embargo, en el caso de los petroglifos, investigadores relacionados con la Arqueología del Paisaje han planteado teorías muy interesante. La más destacada es la referida a estas manifestaciones como "señales" en rutas de paso frecuentadas por pastores prehistóricos peninsulares; concretamente, el estudio de Bradley, Fábrega y Criado (1995) detectó que la disposición de estas manifestaciones petroglíficas estaba en relación con la disposición de los recursos en el entorno, por lo que las grafías podrían señalar la situación o el acceso a determinados recursos dentro de un sistema de explotación itinerante. Del mismo modo, Villoch (1995) ha completado este panorama al señalar la intervisibilidad presente en muchas manifestaciones con temática de cazoletas y zonas de túmulos, apuntando que pueden trazar líneas de tránsito.